# کلبیا
کلبیا (کلبیای حاجی پور)، روستایی است خالی از سکنه، از توابع بخش کاکی در شهرستان دشتی استان بوشهر ایران.
روستای کلبیا در جنوب روستای مرده‌شوری واقع است. این روستا کلبیای حاجی پور بوده و همجوار آن کلبیای میراحمد و کلبیای امامزاده (۵۰ نفر در سال ۱۳۴۵) و کلبیای کوچک (۴۷ نفر در سال ۱۳۴۵) می‌باشند که اکنون همگی خالی از سکنه اند.
روستای کلبیا پس از سیل زمستان سال ۱۳۶۵ رودخانه مند منطقه دشتی، خالی از سکنه شده و اهالی به روستاهای همجوار (خصوصا روستای شهنیا در بخش بردخون) مهاجرت کرده‌اند.

## جمعیت
این روستا در دهستان کبگان قرار دارد و بر اساس آمار سرشماری رسمی:
در سال ۱۳۹۵ خالی از سکنه می‌باشد. (در سالهای قبل آن نیز خالی از سکنه می‌باشد)
در سال ۱۳۶۵ این روستا تابع دهستان کبگان در بخش بردخون از شهرستان دیر و جمعیت آن ۲۵۰ نفر (۳۷ خانوار) بوده‌است.
در سال ۱۳۵۵ با جمعیت ۱۵۰ نفر (۲۷ خانوار) در دهستان کبگان - بخش خورموج بوده‌است.
در سال ۱۳۴۵ با جمعیت ۴۷ نفر (۸ خانوار) در دهستان کبگان بخش خورموج بوده‌است.
در سال ۱۳۳۵ با جمعیت ۱۰۲ نفر بوده‌است.